# Manon Grashorn
Manon Grashorn (* 5. März 1950 als Manon Hoof in Recklinghausen) ist eine deutsche Malerin, Grafikerin, Schriftstellerin und ehemalige Bühnenbildnerin.

## Leben
Manon Hoof, die elternlos „in einem geistig wie emotional höchst begrenzten Lebensraum bei Fremden“ in Ostwestfalen aufwuchs, beschloss mit fünf Jahren, Malerin zu werden und fand Zuflucht in der Welt der Literatur und bildenden Kunst.
1968 wurde sie nach bestandener Prüfung in die Werkkunstschule Bielefeld zugelassen, trat das Studium jedoch nicht an. Nach Tätigkeiten als grafische Zeichnerin begann sie 1974, an der Hochschule für bildende Künste Hamburg Malerei zu studieren. Ihre Ausbildung, sie lernte hier u. a. bei dem Bildhauer Ulrich Rückriem, brach sie nach kurzer Zeit ab, um für Studienaufenthalte in die USA, insbesondere nach New York City, zu reisen („Das war das eigentliche Studium der Malerei in den Museen“).
Zurück in Hamburg, führte sie hier von 1977 bis 1981 ein Atelier und arbeitete im selben Zeitraum als freiberufliche Bühnenbildnerin für den NDR. In den 1980er Jahren hielt sie sich immer wieder intensiv in New York City auf, um sich weiter an den Meistern zu schulen. Zugleich betrieb sie ein Atelier in Köln (1982–89), wo sie einen engen Kontakt zur Malergruppe Mülheimer Freiheit pflegte und ihre Arbeiten von der Weißen Galerie vertreten wurden. Anschließend lebte Hoof in Oldenburg und im heute nicht mehr existierenden Pesch, wo sie von 1989 bis 1998 ebenfalls ein Atelier hatte.
1998 heiratete sie den Architekten Burkhard Grashorn, dessen Familiennamen sie annahm. Die Verbindung der beiden wurde, privat wie künstlerisch, als „symbiotisch“ beschrieben. Noch im selben Jahr zog sie mit ihm nach Weimar, wo sie bis heute lebt und als freie bildende Künstlerin arbeitet. Zum 65. Geburtstag ihres Mannes entwarf sie eine umfangreiche Mappe mit Radierungen, die sämtliche Architekturentwürfe des damaligen Hochschulprofessors der Bauhaus-Universität Weimar für die Nachwelt festhält.
2008 folgte Grashorn einem Ruf an die geschichtsträchtige Weimarer Mal- und Zeichenschule, wo sie sich, abseits der eigenen künstlerischen Tätigkeit, als Dozentin für Malerei und Zeichnen der ästhetischen Breitenbildung widmet.

## Werk
Manon Grashorns Œuvre ist beeinflusst von den frühen Arbeiten Jasper Johns’ und Cy Twomblys, auch der Informellen Kunst, hier besonders Emil Schumachers. Eine Sonderstellung nimmt Lawrence Carroll ein, den sie auch persönlich kannte. In ihrem genreübergreifenden Bildwerk, das in späteren Jahren phasenhaft zwischen Konkretion und Abstraktion changiert, spürt sie wesentlich den Phänomenen Vergänglichkeit, Metamorphose und der individuellen wie kollektiven Erinnerung nach.
Die Formensprache ist geprägt von Techniken des Übermalens, dem eingehenden Umgang mit Monochromie, dem weitestgehenden Verzicht auf eine Umgebung des Bildgegenstandes sowie einer Art malerischeren Auseinandersetzung mit Literatur und Musik. Bei jenen „Textbildern“ oder auch „Schriftbildern“ greift Grashorn mit den Mitteln der scriptio continua sowie Enkaustik (wobei sie vorrangig mit Fett, seltener mit Wachs arbeitet) auf antike Kulturtechniken zurück.
Beginnend Anfang der 1980er Jahre mit einer farbgewaltigen Serie zu Dantes Göttlicher Komödie (1984–1986) über eine aufsehenerregende Namenswand (1990) über die Suizide berühmter Persönlichkeiten (von der die Leinwand zu Adolf Hitler beim internationalen Sommeratelier in Hannover gestohlen wurde) oder die „Tintenfraß“-Folge zur im Zerfall befindlichen Kantate BWV 35 Johann Sebastian Bachs (1999–2002) bis hin zu den 70 Textblättern (2015) zu Ingeborg Bachmanns Gedicht Von einem Land, einem Fluss und den Seen stellen über die Jahrzehnte die grashornschen Textbilder den wohl größten Wiedererkennungswert dar. Insbesondere die 2010er Jahre sind gekennzeichnet durch den Einsatz von Textfragmenten bis hin zu deren diffuser Dechiffrierung wie etwa bei dem großformatigen Teppichwurf (2020), der sich auf mehreren Ebenen mit Alexander Kluges Der Luftangriff auf Halberstadt am 8. April 1945 auseinandersetzt. Als Bildträger des blutroten Werks diente Grashorn eine zerfetzte, über vier Meter breite Leinenzeltplane aus dem Zweiten Weltkrieg.
Ihre Arbeiten wurden und werden deutschlandweit ausgestellt, darunter in Berlin, Bochum, Düsseldorf, Erfurt, Frankfurt am Main, Hamburg, Hannover, Jena, Köln, Oldenburg, Trier, Weimar und Wiesbaden. Bei der Ausstellung „Neoclassico“ 1990 in Triest wurden Arbeiten von ihr erstmals auch außerhalb Deutschlands gezeigt.

## Auszeichnungen
1994 wurde sie gemeinsam mit Burkhard Grashorn Preisträgerin im Wettbewerb „Berliner Denkmal für die ermordeten Juden Europas“ für ihren Beitrag Lichtgräber – „Wir leben über/unter Bergen von Toten“. Ihr Architekturmodell, das von der Frankfurter Allgemeinen Zeitung als „ikonographisch unverbrauchtes Menetekel“ bezeichnet wurde, ist geprägt von der Veranschaulichung des transnationalen Netzwerks der Konzentrations- und Zwangsarbeitslager der deutschen Nationalsozialisten: Ein begehbares, leicht abgesenktes Areal mit Stelen gibt dieses aus der Vogelperspektive wieder, wobei sich die Linien symbolisch in Berlin als dem geplanten Erinnerungsort treffen. Ihre ästhetische Idee der Stelen, die sich im späteren Gewinner-Entwurf Peter Eisenmans für das Denkmal für die ermordeten Juden Europas wiederfinden sollte, ist gekennzeichnet durch scharfe Zuschnitte, die jener übergeordneten Ebene der Verlaufslinien folgen und so die Logik der systematischen Vernichtung begehbar machen.
2009 erhielt Manon Grashorn das Literaturstipendium des Thüringer Kultusministeriums für ihr Romanprojekt „Schritte oder die Unaufmerksamkeit der konzentrierten Beobachter“. Ihr literarischer Stil wird als „frech“, „sprachlich dicht“ und „unkonventionell zupackend“ beschrieben.

## Zitate
- Nach eigener Aussage folgt Grashorn dem selbst auferlegten Diktum „von der leeren Leinwand als Form der reinsten Malerei“, die Imagination über Imitation stellt: „Die Aufgabe meiner Arbeit sehe ich darin, die Bilder, die in uns sind, in dem Betrachter heraufzubeschwören, ins Bewusstsein zu rufen.“[16]
- „Ich habe eine Vorliebe für müde Farbtöne, für alle Zwischentöne. Und eine Abneigung gegen reines Gelb, Blau, gar Violett. Dagegen eine Hinwendung zu Grün in Naturschattierungen und Rot als einziger‚ großer Farbe‘. Das ‚große Rot‘, das seine Bahnen in und durch uns zieht, der helle Knochenton, die Skala der Iris und […] das ausufernde Spektrum der Zwischentöne in metamorphorisierenden Prozessen.“[17]

## Bildgalerie

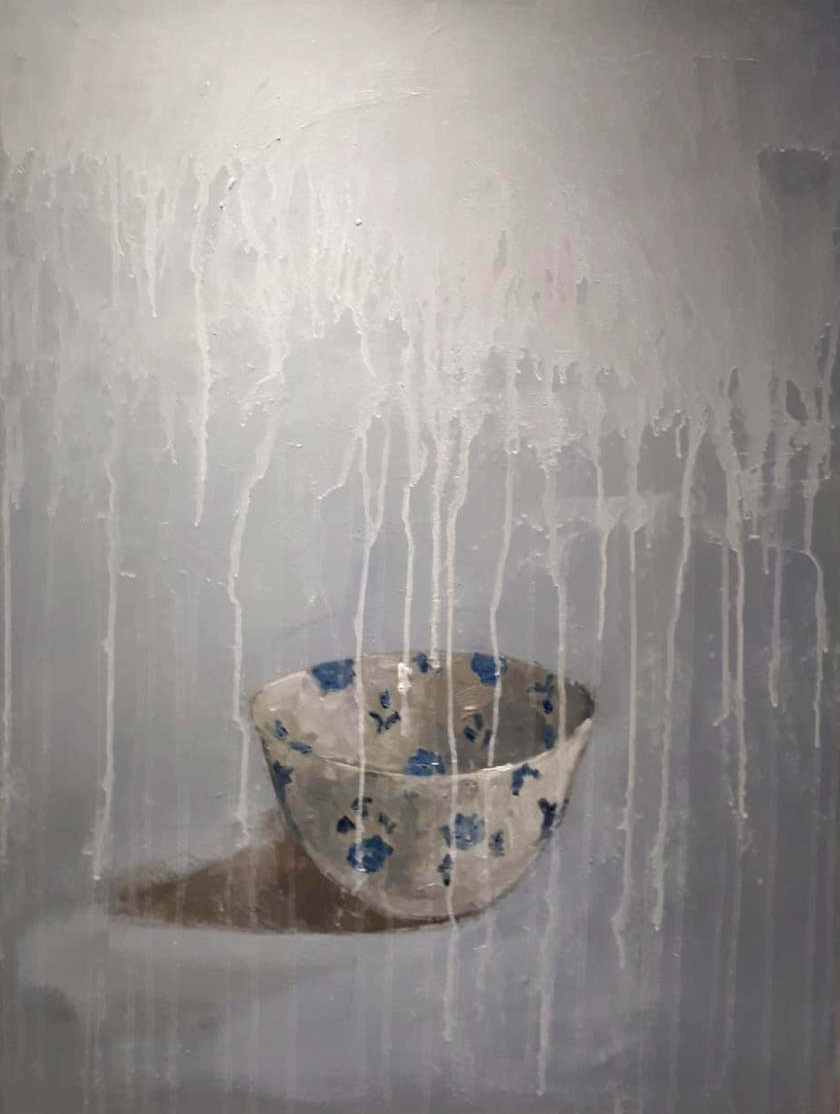
Manon Grashorn: Zauber, 2020
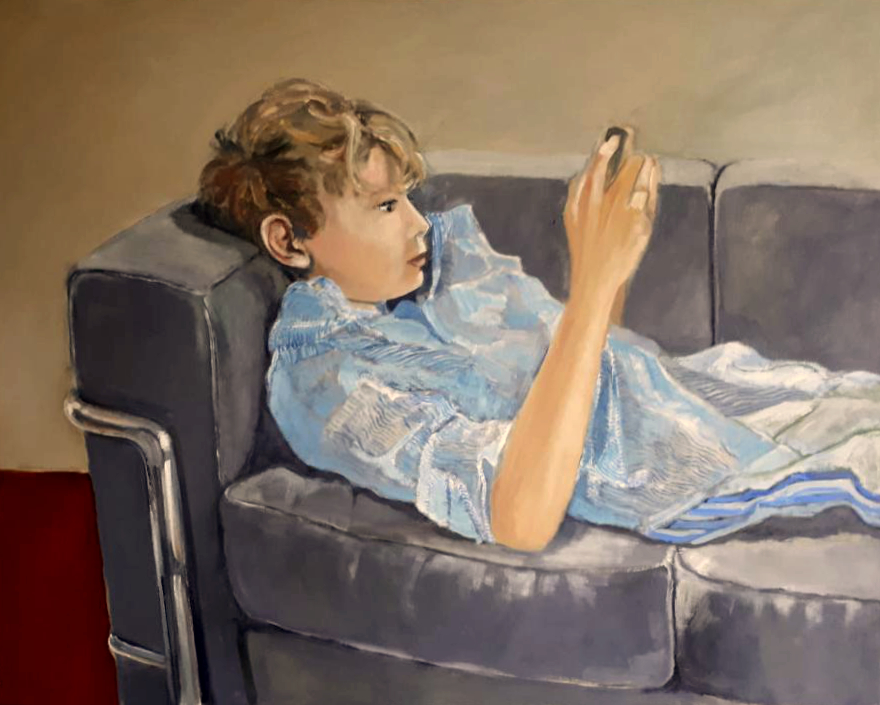
Manon Grashorn: Junge auf einem Corbusier, 2020
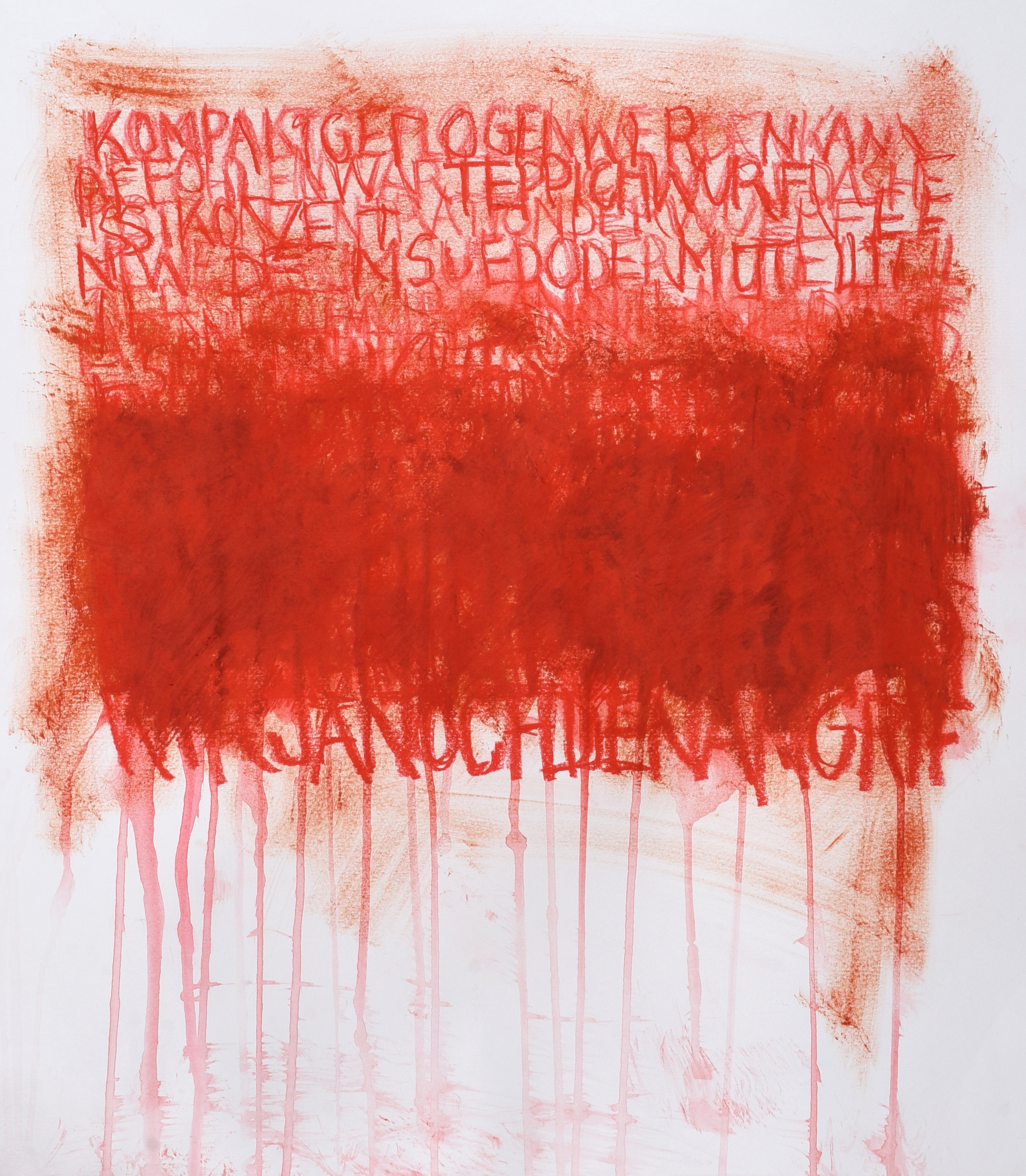
Manon Grashorn: Teppichwurf (roter Entwurf), 2020
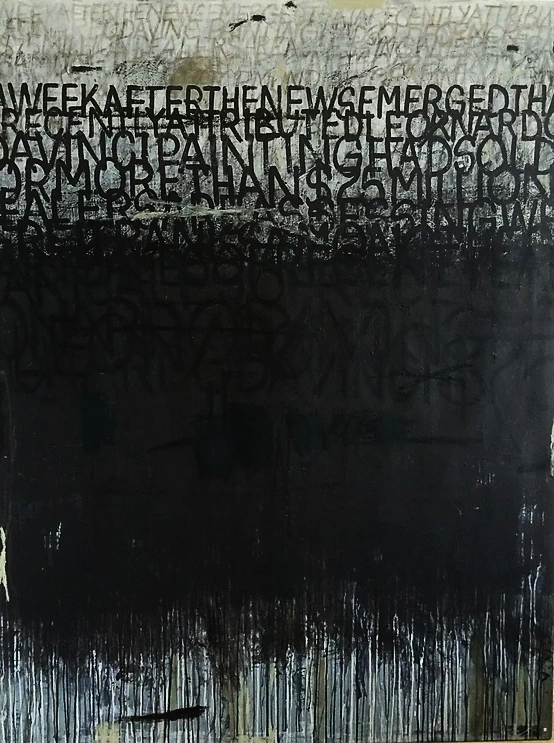
Manon Grashorn: ohne Titel (da Vinci), 2019
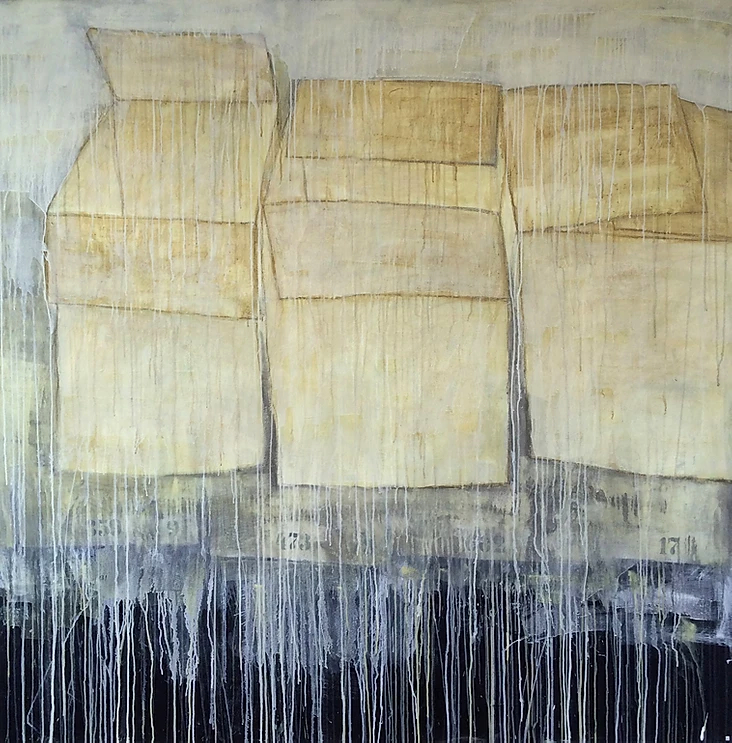
Manon Grashorn: ohne Titel (Drei Kartons), 2019
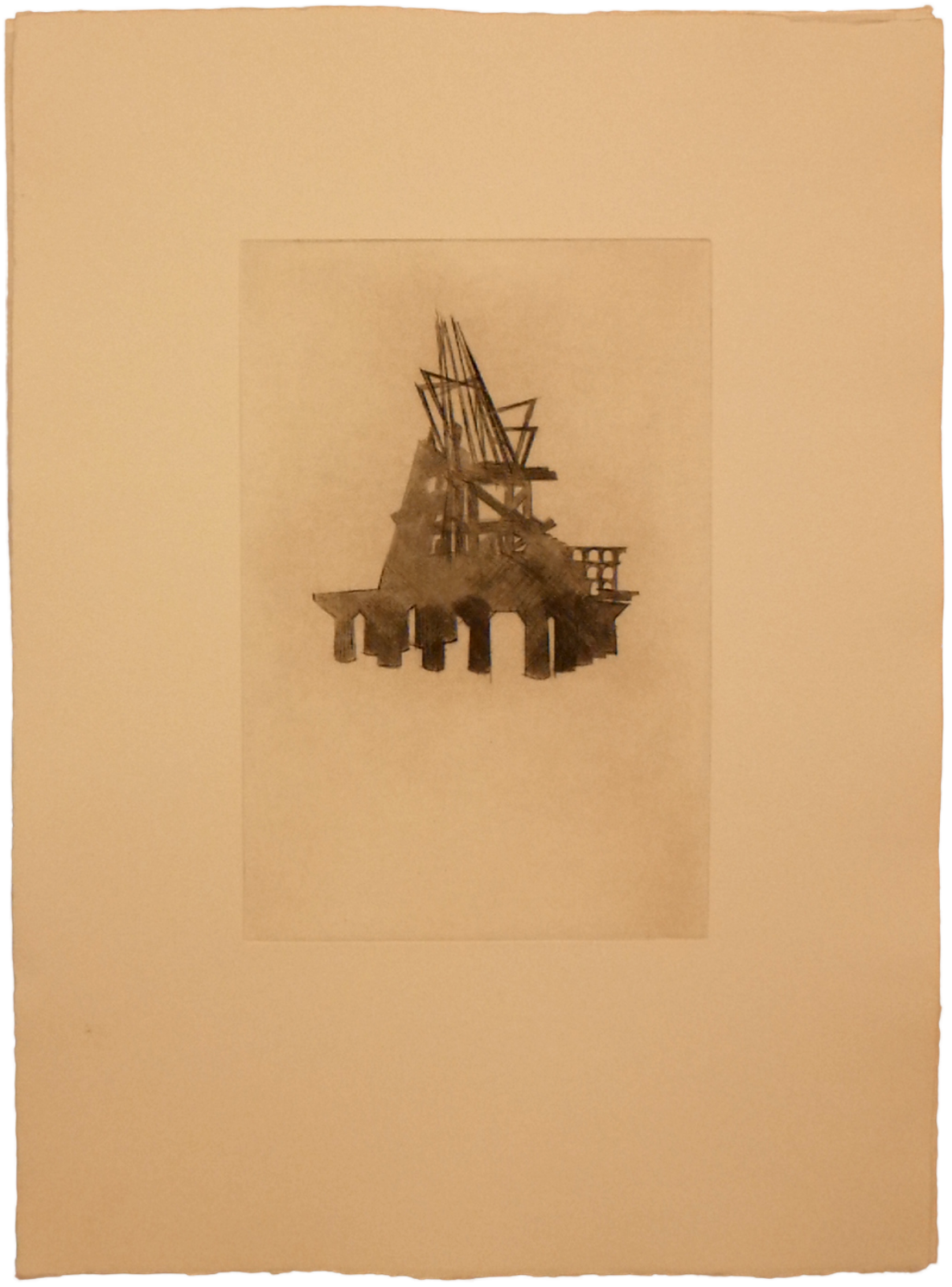
Manon Grashorn: Turm der Architekturutopien, Radierung nach einem Architekturmodell von Burkhard Grashorn, 2015
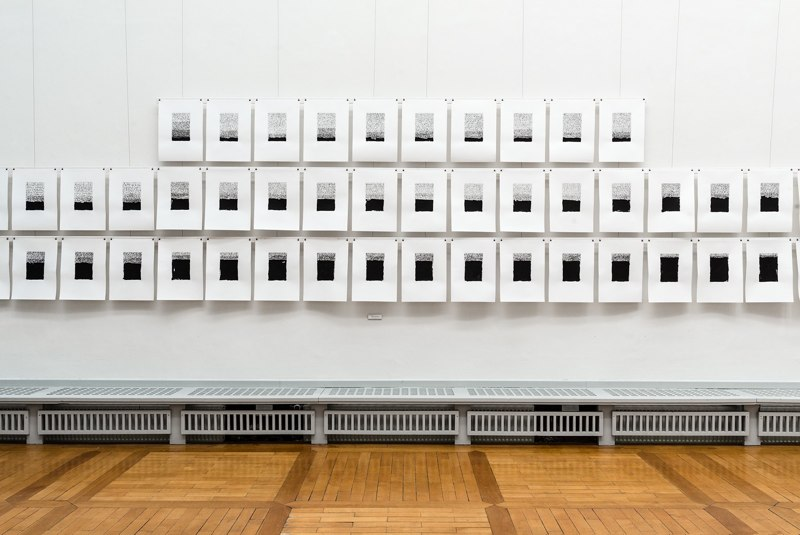
Blick in die Ausstellung „Ton in Ton“ mit Manon Grashorns Textblättern zu Ingeborg Bachmanns Von einem Land, einem Fluss und den Seen, 2015 (Installation in der Kunsthalle Harry Graf Kessler, Weimar)
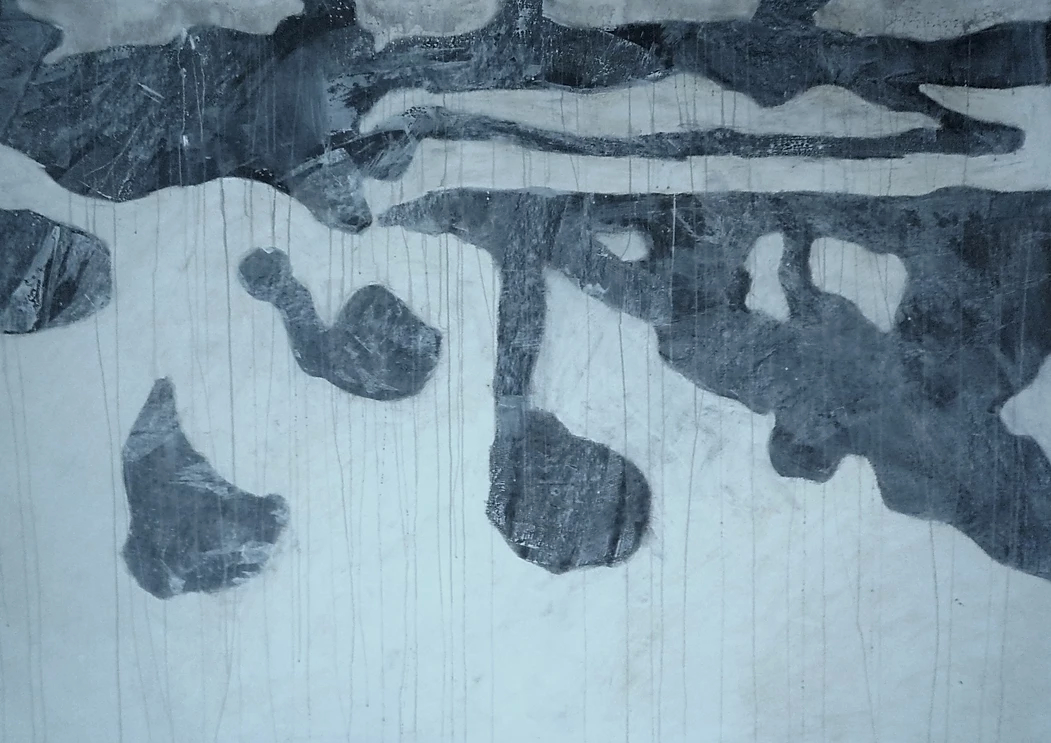
Manon Grashorn: Johann Sebastian Bach, Kantate „Geist und Seele wird verwirret“, 2014
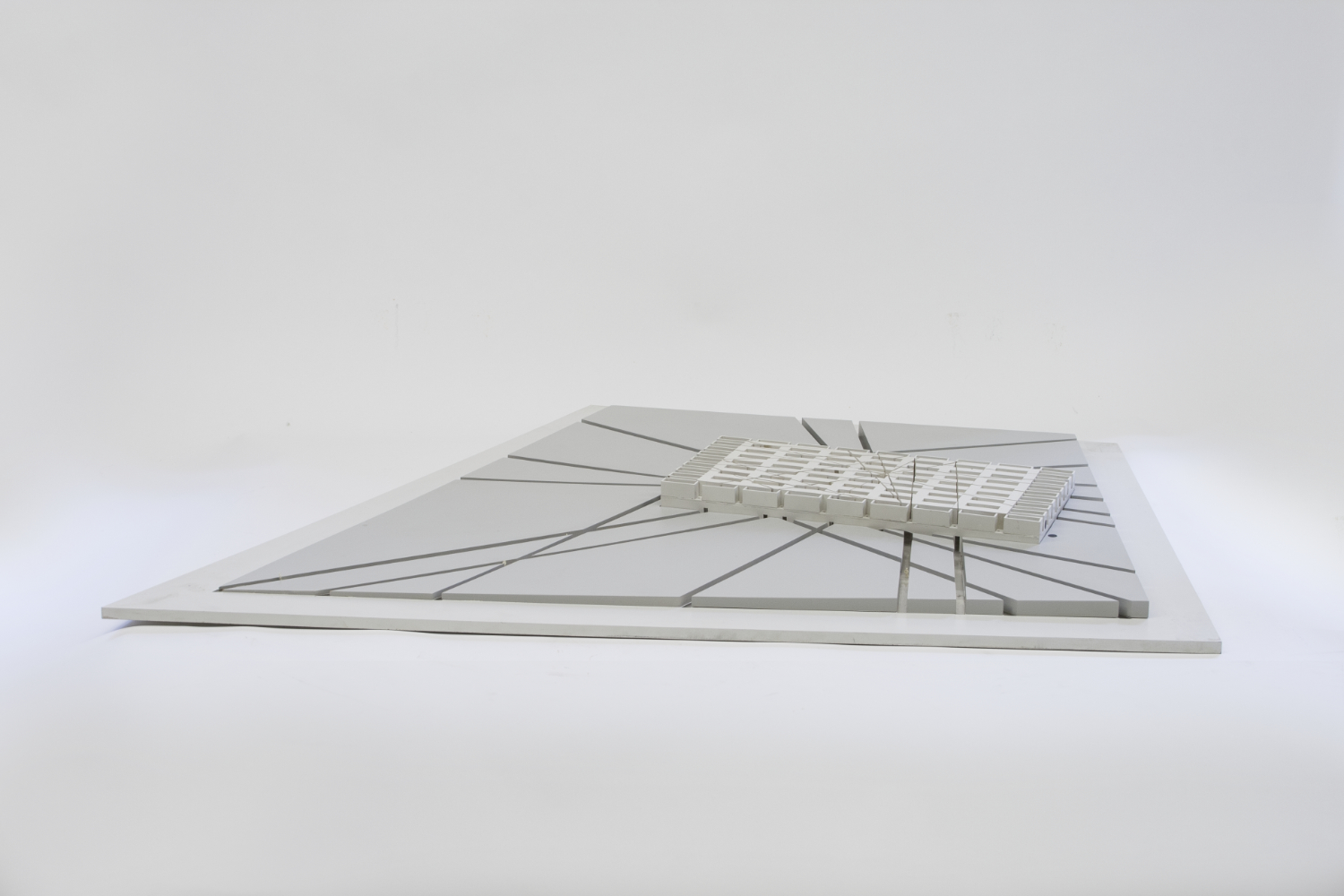
Burkhard und Manon Grashorn: Lichtgräber – „Wir leben über/unter Bergen von Toten“, 1994, Bauhaus-Universität Weimar, Archiv der Moderne
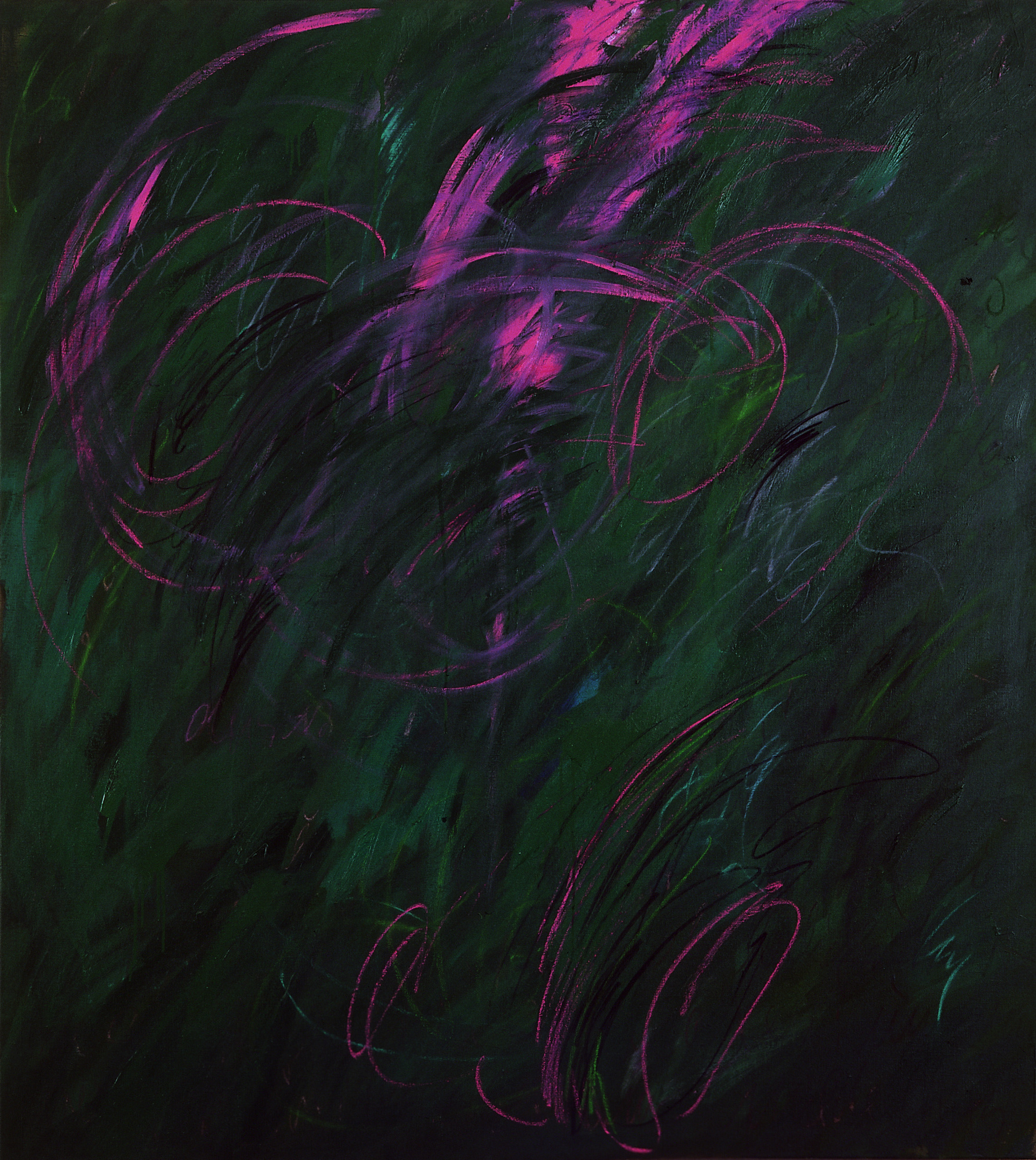
Manon Grashorn: Göttliche Komödie, Violett, 1984–86 (Teil einer Serie)
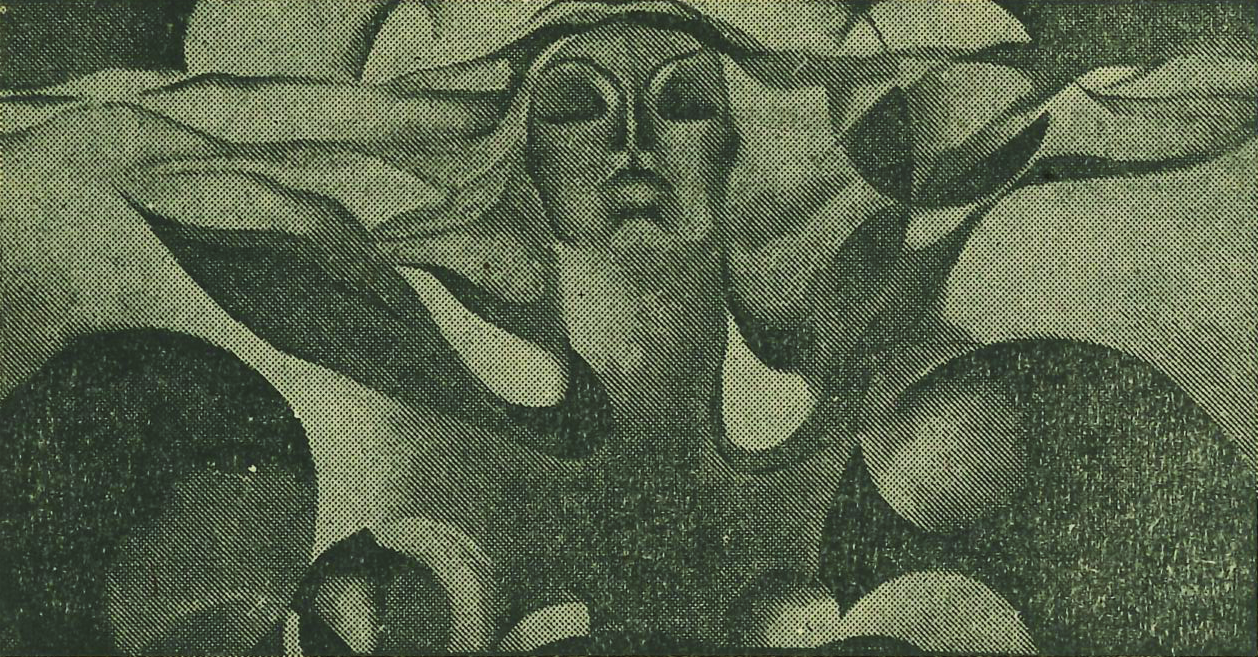
Manon Grashorn: Selbstbildnis mit Wolken, 1976 (Archiv-Aufnahme in Schwarz-Weiß)